# Großsteingrab Vogelsang (Selpin)
Das Großsteingrab Vogelsang war eine megalithische Grabanlage der jungsteinzeitlichen Trichterbecherkultur bei Vogelsang, einem Ortsteil von Selpin im Landkreis Rostock (Mecklenburg-Vorpommern). Es wurde im 19. Jahrhundert zerstört. Die genaue Lage des Grabes ist nicht überliefert. Auch über Ausrichtung, Maße und Typ liegen keine näheren Informationen vor.